# Arycanda tenebrica
Arycanda tenebrica är en fjärilsart som beskrevs av Louis Beethoven Prout 1922. Arycanda tenebrica ingår i släktet Arycanda och familjen mätare. Inga underarter finns listade i Catalogue of Life.